# Ingibjörg H. Bjarnason
Ingibjörg H. Bjarnason (14. prosince 1867 Þingeyri – 30. října 1941 Reykjavík) byla islandská politička, sufražetka, učitelka a gymnastka. Byla první ženou, jež se stala členkou Althingu, islandského parlamentu.

## Životopis

### Mládí avzdělání
Bjarnason se narodila v Þingeyri v roce 1867 Hakonu Bjarnasonovi a Johanně Kristin Þorleifsdóttir jako první z pěti dětí. Po smrti otce se jako náctiletá přestěhovala do Reykjavíku, kde absolvovala gymnázium Kvennaskólinn. Maturovala v roce 1882 a poté začala jako historicky první Islanďan v Dánsku studovat gymnastiku. V roce 1893 se vrátila zpět do Reykjavíku, kde se stala učitelkou gymnastiky a v roce 1903 se stala učitelkou na Kvennaskólinnu. Zde se v roce 1906 stala ředitelkou a tuto funkci vykonávala 35 let až do své smrti.

### Politická kariéra
V roce 1894 se stala aktivní sufražetkou. V roce 1915, když dostaly islandské ženy volební právo, byla Bjarnason vybrána ženskou organizací, aby oslovila parlament a přednesla oslavnou řeč. Byla také pověřena vedením výboru, jenž zajistil finanční prostředky pro výstavbu nemocnice Landspítali, aby připomněla vítězství sufražetek. Vedla politickou stranu Kvennalistinn a v roce 1922 byla zvolena do Althingu. Tím se stala první ženou v islandském parlamentu. Nejprve zde působila jako nezávislá, ale v roce 1924 se stala členkou islandské konzervativní strany Íhaldsflokkurinn a v této funkci působila v rámci konzervativní strany do roku 1927. Během své politické kariéry hájila práva žen a dětí.

### Kariéra popolitice
Po odchodu z politiky zůstala i nadále aktivní v rámci hnutí za práva žen a v roce 1930 se stala zakládající předsedkyní ženské organizace Kvenfélagasambands Íslands. V letech 1928–1932 působila v předsednictvu banky Landsbanki a v letech 1928–1934 byla členkou Islandské školské rady. Zemřela v říjnu 1941.